# کارووئیرو
کارووئیرو (به پرتغالی: Carvoeiro) یک روستا در پرتغال است که در الگاروه واقع شده‌است.

## خصوصیات
کارووئیرو ۲٬۷۲۱ نفر جمعیت دارد.